# Fundación para el Análisis y los Estudios Sociales
De Fundación para el Análisis y los Estudios Sociales (Nederlands: "Stichting voor sociale analyse en studies"), beter bekend onder de afkorting FAES is een denktank gelieerd aan de Spaanse conservatieve partij Partido Popular (PP). FAES is opgericht in 1989 en hergroepeerde een aantal toenmalige denktanks. De belangrijkste verbintenis van de denktank is het bevorderen van debat, het opleiden van politici en het ontwikkelen van ideologische principes aan de rechterkant van het politieke spectrum. De denktank is gevestigd in Madrid en de voorzitter sinds 2004 is de voormalige premier José María Aznar. 